# Мухин, Владимир Иванович (генерал-майор)
Владимир Иванович Мухин (7 июля 1904 — 14 февраля 1962) — советский военный деятель, генерал-майор авиации, участник советско-финской, Великой Отечественной и советско-японской войн.

## Биография
Владимир Иванович Мухин родился 7 июля 1904 года в городе Москве. В 1924 году был призван на службу в Военно-морской флот СССР. В 1925 году окончил Военную школу вспомогательных служб ВВС, в 1932 году — Ейскую военную школу морских лётчиков и лётчиков-наблюдателей. Служил в различных авиационных частях и учебных заведениях. Участвовал в советско-финской войне, будучи командиром отряда 44-й отдельной морской ближнеразведывательной авиационной эскадрильи ВВС Балтийского флота.
Вскоре после начала Великой Отечественной войны, в августе 1941 года, Мухин был назначен командиром 117-го дальнеразведывательного авиационного полка. В 1942—1943 годах командовал 4-й авиационной бригадой. С января по август 1943 года Мухин служил заместителем по тылу командующего ВВС Балтийского флота. Проводил большую работу по налаживанию служб тыла, организации бесперебойного снабжения всем необходимым, укреплению воинской дисциплины. В апреле 1944 года стал начальником штаба ВВС Северо-Тихоокеанской флотилии. Участвовал в советско-японской войне, будучи помощником по лётной подготовке и воздушному бою командующего ВВС этой же флотилии.
После окончания войны продолжал службу в Военно-морском флоте СССР. В 1950 году окончил Высшие академические курсы при Высшей военной академии имени К. Е. Ворошилова. В 1950-е годы командировался в Китайскую Народную Республику, где принимал активное участие в создании китайской военно-морской авиации, организации подготовки её лётно-технического состава. В марте 1954 года вернулся в СССР и был назначен начальником 6-го отдела штаба ВВС ВМФ СССР. В сентябре 1955 года вышел в отставку. Умер 14 февраля 1962 года, похоронен на Введенском кладбище Москвы.

## Награды
- Орден Ленина (15 ноября 1950 года);
- 4 ордена Красного Знамени (21 апреля 1940 года, 14 июля 1941 года, 3 ноября 1944 года, 5 ноября 1954 года);
- Орден Нахимова 2-й степени (30 октября 1945 года);
- Орден Красной Звезды (16 августа 1936 года);
- Медаль «За оборону Ленинграда» и другие медали.